# Бобыли (Гродненская область)
Бобыли (бел. Бабылі) — деревня в Волковысском районе Гродненской области Беларуси. Входит в состав Шиловичского сельсовета.

## География
Деревня находится в юго-западной части Гродненской области, на левом берегу реки Наумки, при автодороге Н-6013, на расстоянии приблизительно 13 километров (по прямой) к западу от города Волковыск, административного центра района. Абсолютная высота — 160 метров над уровнем моря. Площадь населённого пункта — 0,0419 км².

## История
По состоянию на 1921 год, в Бобылях числилось 73 жителя, проживавших в 12 домах. В этническом составе населения того периода поляки составляли 98,6 %, белорусы — 1,4 %. В конфессиональном составе населения преобладали католики (98,6 %). В административном отношении деревня входила в состав гмины Мстибув Волковысского повета Белостокского воеводства Второй Польской республики.
С 1939 года в БССР.

## Население
По данным переписи 2019 года, в деревне проживало 4 человека.
| Год  | Население, человек |
| ---- | ------------------ |
| 1921 | 73                 |
| 2009 | ↘ 5                |
| 2019 | ↘ 4                |